# 硼烯

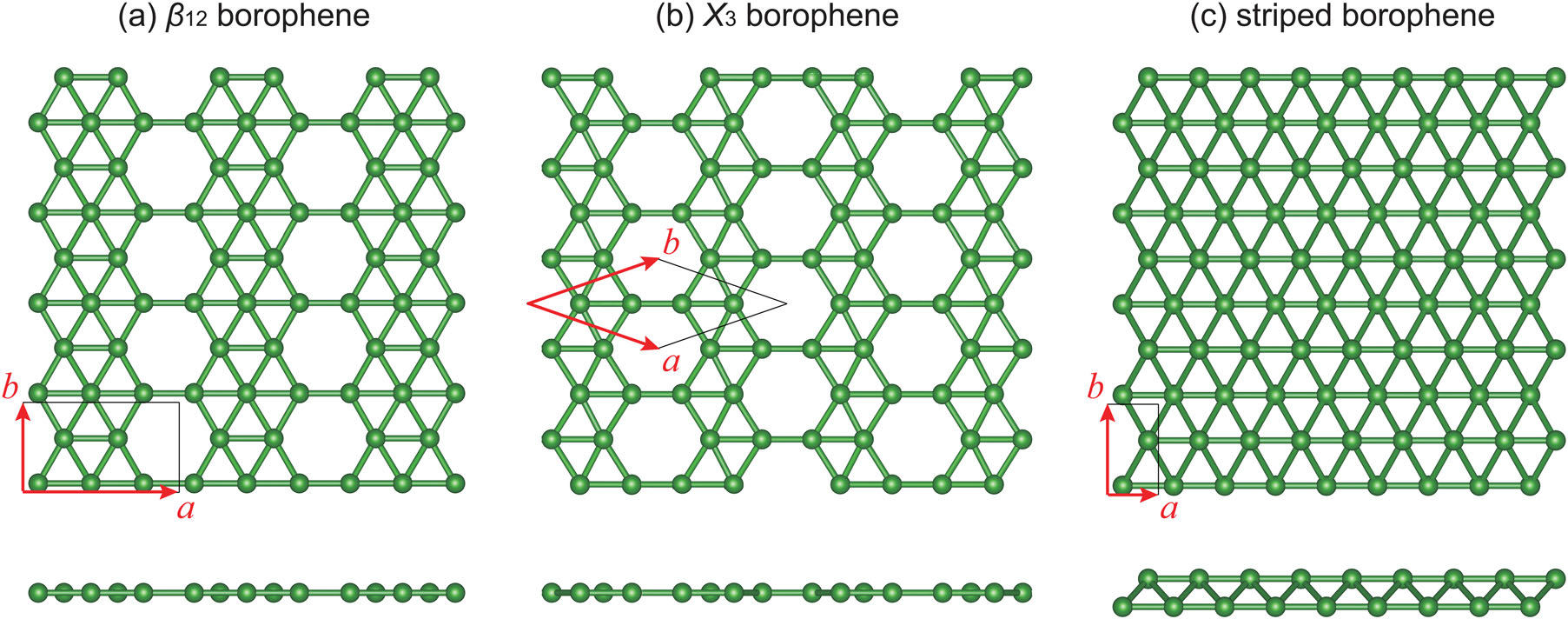
图1：实验制备的硼烯的可能的晶体结构：(a) β_{12}硼烯（γ片或υ_{1/6}片）；(b)χ_{3} 硼烯（υ_{1/5}片）

硼烯是硼原子的单分子层结晶，也就是说它是硼的二维同素异形体。硼烯最早在1990年代中期被理论预言，2015年在实验中不同结构的硼烯被证实存在。

## 性质
在超高真空条件下的洁净金属表面上，不同种类的硼烯晶体和金属可以以原子尺度的薄片形式制备。如图1所示，它们的原子结构由三角和六边形图样混合而成。其原子结构是平面内双中心和多中心的成键的结果，这对于硼这样的缺电子元素来说非常典型。
硼烯在面内有具有弹性和理想的强度。在某些情况下它可以比石墨烯更坚固且更柔韧。例如，硼纳米管比其他所有已知的碳和非碳的纳米结构都有更高的二维杨氏模量。由于硼烯面内多中心键合的流变性，面内的拉伸载荷下会使得硼烷发生独特的结构相变。理论上硼烯有着更高的比热容，电导率和离子传输特性，它有作为电池阳极材料的潜力。氢很容易吸附到硼苯上，使它具有作为储氢材料的潜力——可以储存其重量15％以上的氢。硼烯可以催化氢分子分解成氢离子，并催化分解水。 

## 历史

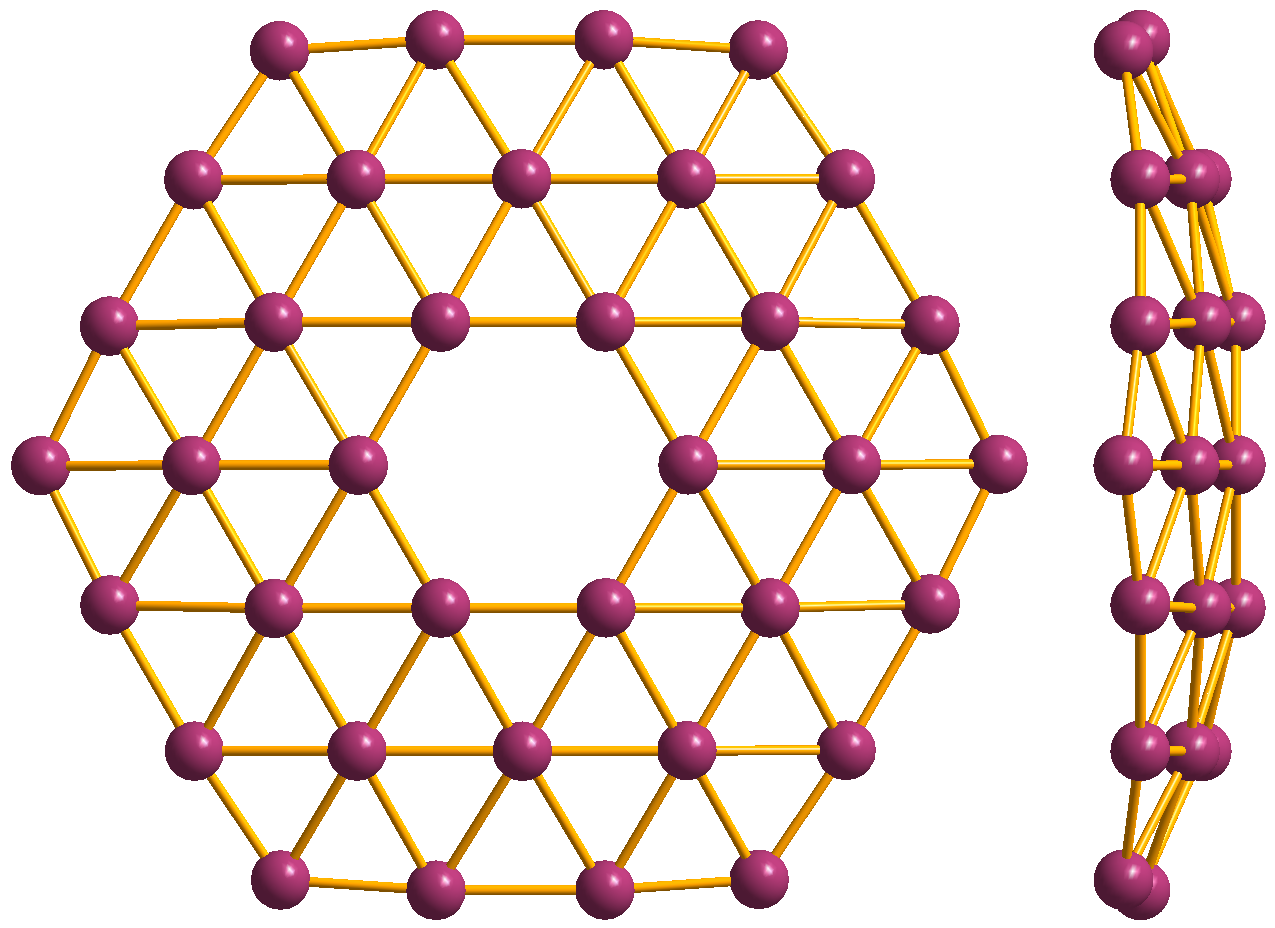
图2：A B_{36}簇可能是最小的硼烯；前视图和侧视图

I. Boustani和A. Quandt的计算研究表明，小的硼团簇不像硼烷那样是正二十面体，相反它们被发现是准平面的（见图2）。这导致了所谓的Aufbau原理被发现 ，该原理预测了硼烯、硼富勒烯（硼球烯）和硼纳米管存在的可能性。
进一步的研究表明，扩展的三角形硼烯（图1（c））是金属性的，并有着非平面的弯曲的几何形状。进一步的从稳定B80硼富勒烯开始的计算表明，有着蜂窝结构并部分由六边形孔填充的扩展的片状硼烯是稳定的。这些硼烯的结构被预言是金属性的。所谓的γ片（β12硼烯或 υ1/6 片）示于图1（a）。 
硼团簇的平面性首先由王来生的研究小组通过实验证实。晚些时候他们证明了B
36结构（见图2）是具有六重对称性和完美六边形空缺的最小硼团簇，它可能可以作为扩展二维硼烯的基础。
在硅烯被制备后，多个研究小组预测，硼烯有可能能在金属表面上被制取。特别地，硼烯的晶格结构取决于金属表面，显示出不同于自由状态下的晶格结构。
在2015年，两个研究小组成功地在超高真空条件下在银（111）表面合成了不同的硼烯的相。在三个制取成功的硼烯的相中（见图1），υ1/6 片或 β12在早先的理论中被证明是银（111）面上的基态，而χ3硼烯是Xiao Chen Zeng团队在2012年预测的。目前为止硼烯仅存在于底物上，对把它们转移到与设备兼容的衬底上的方法的研究是有必要的，但也是一个挑战。
在理论计算的支持下，原子尺度的表征揭示的结构让人想起混合着的包含三角和六方结构的硼团簇，正如先前的理论预言的那样，如图1所示。扫描隧道显微镜证实硼烯是金属性的。这与硼的同素异形体不同——后者是半导体并具有基于B12二十面体的原子结构。